# Вулиця Ткацька (Львів)
Ву́лиця Тка́цька — вулиця в Шевченківському районі міста Львова, в місцевості Підзамче. Вулиця Ткацька починається від вулиці Замарстинівської (паралельно вулицям Софії Яблонської та Романа Дашкевича) та прямує на північний схід, де під прямим кутом повертає наліво й через кількадесят метрів сполучається з вулицями вулицею Дашкевича та Біляшівського.

## Історія
Початки вулиці Ткацької сягають середини XVIII століття. Тоді це була вузька дорога серед садибних будинків, садів та городів, що доходили колись до нинішньої вулиці Жовківської та займали частину теперішньої вулиці Дашкевича. На початку XIX століття за вулицею закріпилася назва Ткацької (або ж Веберґассе), бо вона була осередком майстерень львівських ткачів. З появою фабричного виробництва тканин текстильна мануфактура не витримала конкуренції, і на зламі XIX–XX століть тут функціонувала лише одна ткацька фірма «Лєн». У міжвоєнний період на вулиці діяло декілька дрібних приватних підприємств, які з приходом радянської влади були ліквідовані. Значну частину вулиці нині займають промислові підприємства, найбільше з яких — кондитерська фабрика «Світоч».

## Забудова
Вулиця Ткацька частково забудована житловими, переважно одно- та двоповерховими будинками, зведеними наприкінці XIX — на початку XX століття у стилях сецесія та класицизм, а також присутня промислова забудова радянського часу.

### З непарного боку вулиці
№ 5 — двоповерховий житловий будинок. На початку XX століття парцела (земельна ділянка) під цим будинком належала двом власникам — теслям Феліксові Плянеті та Александеру Павелкевичу. На початку XX століття вони відпродали свою нерухомість юдейському товариству «Зіхрон га-рав Мешулем Зіше» або «Ткацька шул», яке невдовзі спорудило там молитовний дім (клойз львівського рабина-проповідника Мешулема-Зусі). Це була невеличка будівля, видовжена по осі схід-захід, постала в глибині парцелі, прилягаючи північною стіною до споруди на сусідній ділянці, що належала Лейбелю. Два входи на чільному південному фасаді вели до чоловічої та жіночої молитовень відповідно. Незабаром товариство вирішило розширити свій молитовний дім і 1922 року на замовлення його президента Мойсея Гохнера архітектор Альберт Корнблют виконав проєкт розбудови клойзу «Зіхрон га-рав Мешулем Зіше». До первісної будівлі з південного боку було добудовано аналогічну за розмірами будівлю, відтак розміри синагоги подвоїлися. Архітектурне вирішення чільного фасаду цього клойзу мало ознаки мавританського стилю. Але й такі розміри молитовного дому не задовольняли громаду, тому нове керівництво в особі голови товариства «Зіхрон га-рав Мешулем Зіше» кушніра Юди Ранцера та керівника хасидської громади Рабі Мешуле вирішило продовжити розбудову синагоги. 1931 року архітектор Марек Ляксер розробив наступний проєкт на її реконструкцію. Згідно з проєктом зі східного боку добудували ще один будинок, а з чільного боку — невеликий партеровий ґанок. Синагога збільшилася до розмірів 17,70×10,50 м із молитовним залом розміром 11,70×10,50 м. Жіноча галерея 5,0 м ушир містилася над присінком у західній частині приміщення. Арон га-Кодеш традиційно розташовувався при східній стіні, посередині молитовного залу стояла біма. Синагога перестала функціонувати під час другої світової війни. В роки радянської окупації будівлю перебудували, пристосувавши під житло, зокрема розібрали ґанок, влаштували два поверхи з дерев'яною сходовою кліткою, замінили видовжені півциркульні віконні прорізи на два яруси прямокутних. Нині колишній хасидський клойз «Зіхрон га-рав Мешулем Зіше» проглядається в забудові вулиці Ткацької збереженою двоповерховою брилою під односхилим дахом, з невеликим відступом від червоної лінії у вигляді палісаднику.
№ 9 — комплекс будівель колишнього державного підприємства «Львівський дослідний завод Національної академії наук України».
№ 9а — двоповерхова будівля лабораторного корпусу державного підприємства «Львівський дослідний завод Національної академії наук України».
№ 21а — одноповерховий будинок. На його місці планують звести шестиповерховий житловий будинок з двоповерховим підземним паркінгом та вбудованими громадськими приміщеннями. Це є продовженням комплексу на вул. Дашкевича. Там формується квартал, і ця забудова стане його кутом. Вона розміститься на розі вулиці Ткацької та проєктованого проїзду до вул. Дашкевича. Ця будівля запроєктована так, щоб можна було здійснювати її будівництво до того, як сусідні ділянки почнуть будувати. Також коштом забудовника буде прокладена нова вулиця, що сполучатиме вулиці Ткацьку та Дашкевича.
№ 25 — тут від початку XX століття працювала фабрика картонних виробів Д. та І. Іґелів. З приходом радянської влади у 1939 році фабрику ліквідовано. Нині цієї адреси не існує.
№ 27 — двоповерховий сецесійний будинок початку XX століття. Від радянських часів тут містилася адміністрація меблевої фабрики. У 2020 році КП «Агенція ресурсів Львівської міської ради» будинок виставлений на продаж. У жовтні 2022 року управління комунальної власності Львівської міської ради продало у системі Prozorro цю будівлю, загальною площею 512,7 м², львівському підприємцю. Тоді ж було продано й виробничий цех підприємства, загальною площею 597,2 м².
№ 39 — двоповерхова сецесійна кам'яниця початку XX століття, на розі вулиць Ткацької та Дашкевича. За цією адресою розташовувалося українсько-польське спільне підприємство у формі ТзОВ «Петран-ЛТД», засноване у 1992 році, основним видом господарської діяльності якого було виробництво елементів збірно-монолітного міжповерхового перекриття «TERIVA». 

### З парного боку вулиці
№ 4, 6, 8 — двоповерхові житлові будинки, збудовані близько 1890 року та оздоблені стандартними елементами в стилі історизму. Ці будинки вирізняються необароковими порталами, у картуші (декоративний щит) яких замість герба вміщено цифри конскрипційних номерів (759 3/4, 760 3/4, 761 3/4). Під № 6 з кінця XIX століття функціонувала ткацька фірма «Лєн». За інформацією поданою у довіднику українського краєзнавця Миколи Голубця, виданому у 1925 році — була механічна ткальня «Лєн». Тут вона функціювала до 1939 року і з приходом радянської влади ліквідована.
№ 10 — комплекс будівель ПАТ «Львівська кондитерська фабрика „Світоч“».
На початку XX століття в будинку під № 10а мешкав львівський архітектор Генрик Сальвер, а пізніше мешкав в будинку під № 12. Нині цих адрес не існує.
№ 38 (у 1871 році — вул. Ткацька, 10). У 1929—1939 роках тут працювала фабрика ваг «Winrech» братів Вінтер. З першим приходом совітів фабрику було націоналізовано s об'єднано з фабрикою ваг «P. Gastman i Syn» та на їх базі у 1939 році відкрилася Вагова фабрика № 1, яку у 1940 році реорганізували у Львівську вагову фабрику. Після початку німецько-радянської війни, у 1941 році, фабрика припинила своє існування. По війні територія колишньої фабрики відійшла до заводу дезінфекційного обладнання (нинішній Львівський завод радіоелектронної медичної апаратури). Нині цієї адреси не існує.
№ 42 — тут у 1940-х—1950-х роках працювала артіль «Червоний столяр» львівського облліспромсоюзу. Нині тут розташоване дерево-обробне підприємство (ПП Терлецький) та автосервіс «NS».

## Галерея

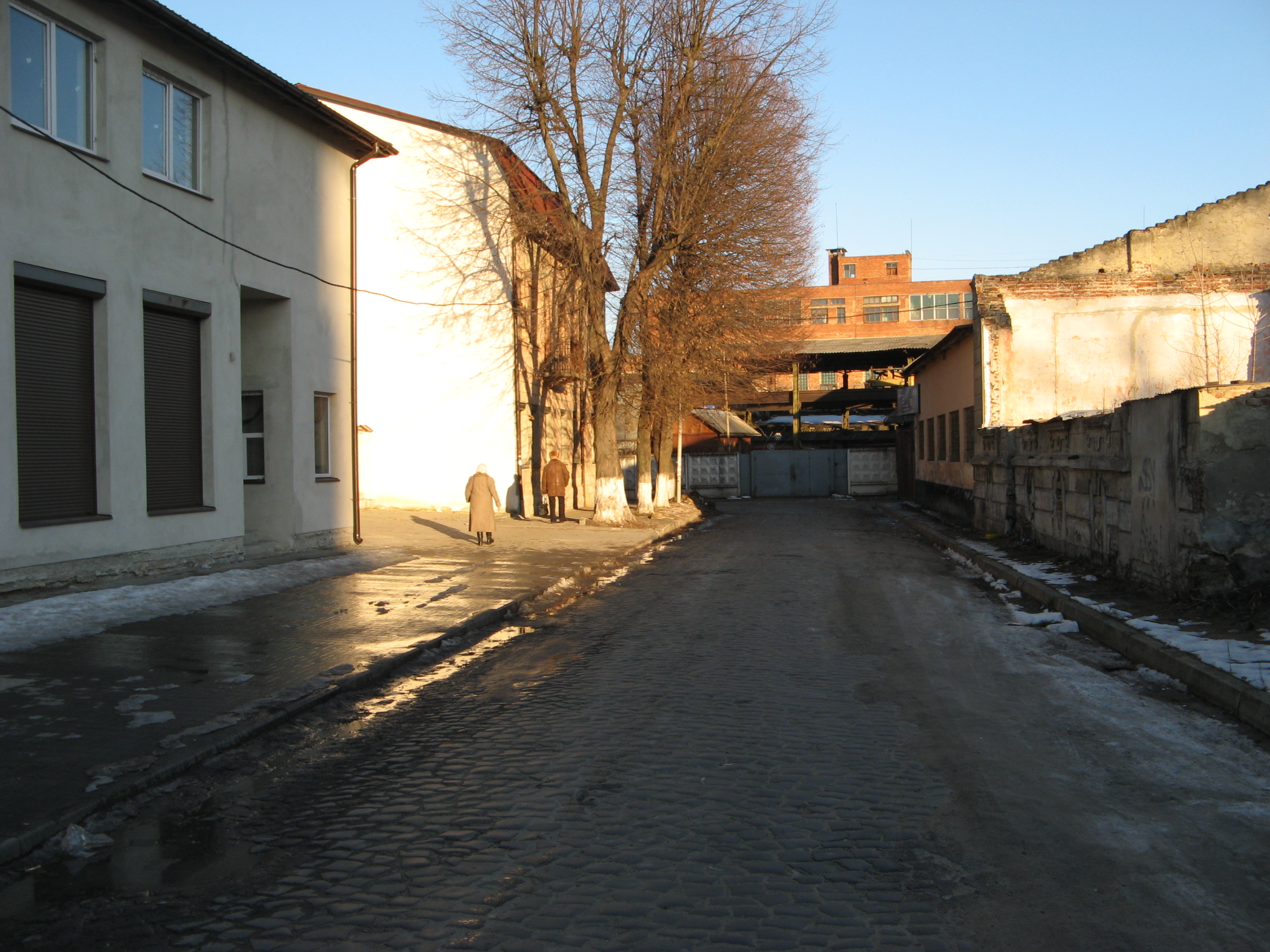
Північно-східна частина вулиці
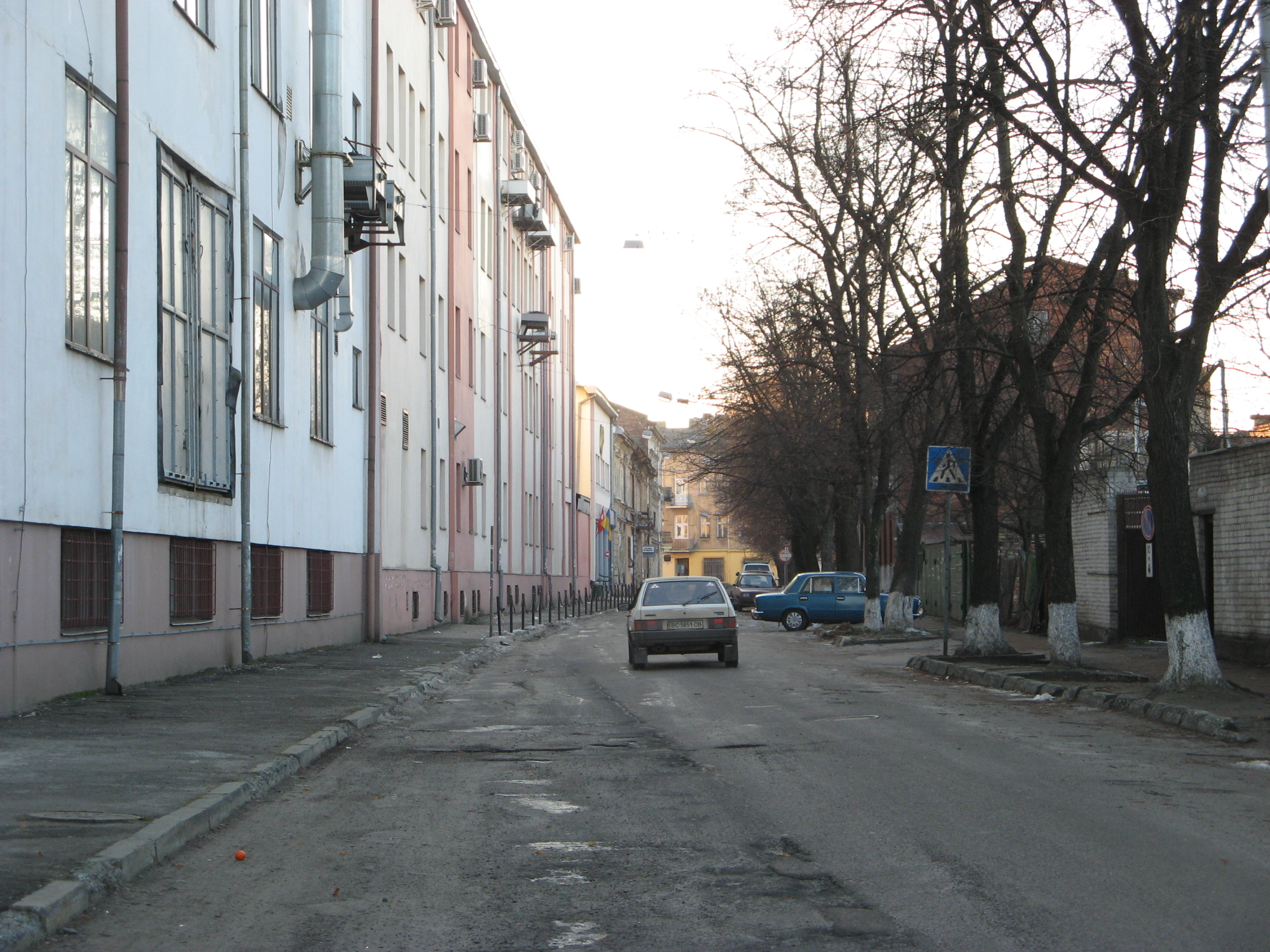
Біля фабрики «Світоч»
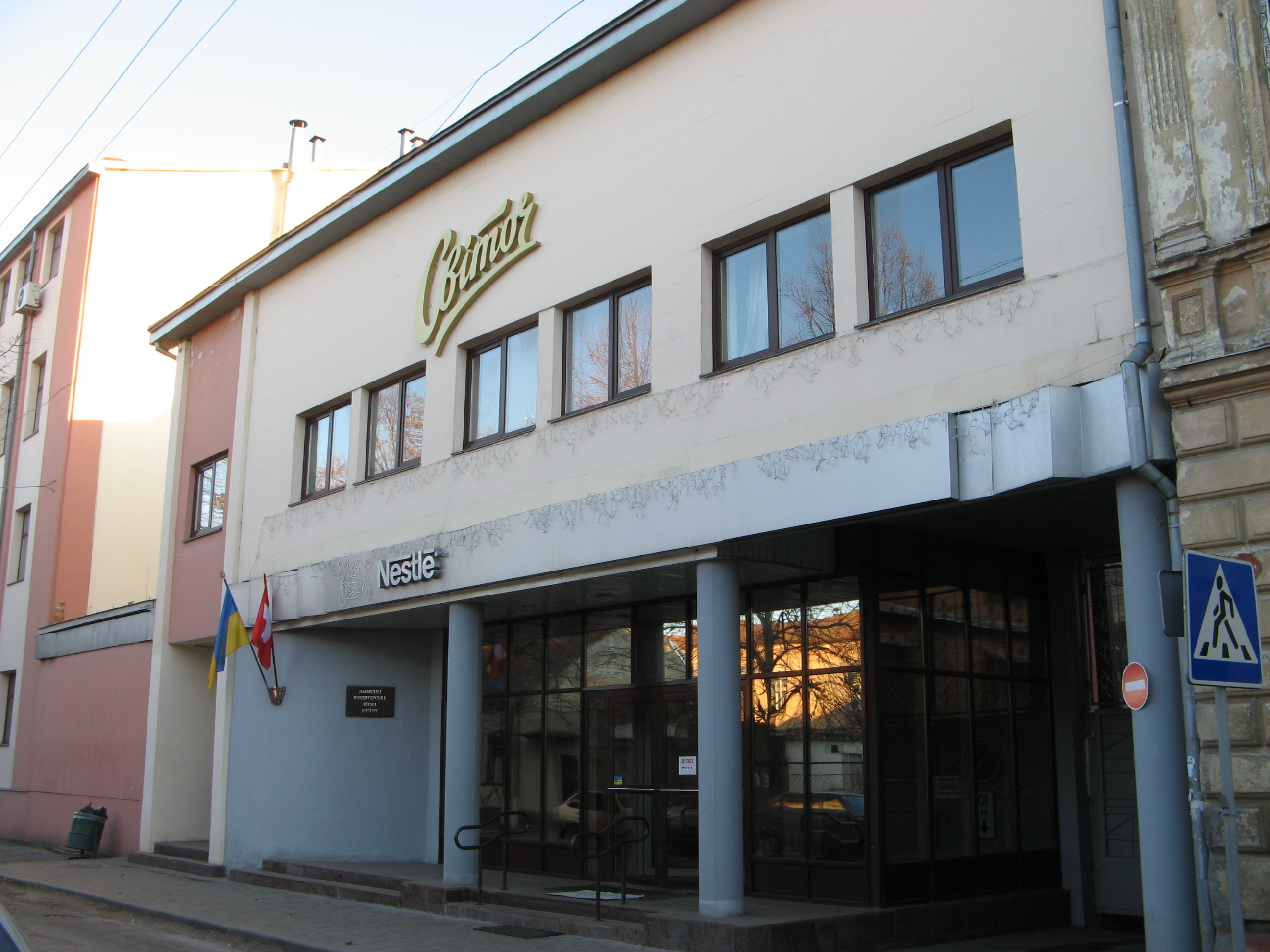
Прохідна фабрики «Світоч» (вул. Ткацька, 10)